# Jindřich Chrtek
Jindřich Chrtek (1930 –) é um botânico da Tchecoslováquia, especialista em espermatófitas.